# Copa Intertoto 1980
La Copa Intertoto 1980 fue la 20.ª edición de este torneo de fútbol a nivel de clubes de Europa. Participaron 36 equipos, 4 más que en la edición anterior, pertenecientes a la UEFA.
No se declaró un campeón definido, pero se considera al IFK Göteborg de Suecia como si lo fuera por ser el equipo que mostró un mejor desempeño durante el torneo.

## Fase de grupos
Los 36 equipos fueron distribuidos en 9 grupos de 4 equipos, en donde el ganador de cada grupo se ganó la copa y el premio monetario.

### Grupo 1
| Club               | G | E | P | GF | GC | Pts. |
| ------------------ | - | - | - | -- | -- | ---- |
| Standard Liège     | 4 | 2 | 0 | 17 | 8  | 10   |
| Fortuna Düsseldorf | 2 | 2 | 2 | 12 | 17 | 6    |
| Neuchâtel Xamax    | 1 | 3 | 2 | 13 | 11 | 5    |
| Roda JC            | 1 | 1 | 4 | 9  | 15 | 3    |

|     | STA | FOR | NEU | RJC |
| --- | --- | --- | --- | --- |
| STA |     | 5-1 | 2-2 | 4-1 |
| FOR | 3-3 |     | 1-5 | 3-1 |
| NEU | 0-1 | 2-2 |     | 3-3 |
| RJC | 1-2 | 1-2 | 2-1 |     |

### Grupo 2
| Club             | G | E | P | GF | GC | Pts. |
| ---------------- | - | - | - | -- | -- | ---- |
| Bohemians Prague | 4 | 2 | 0 | 14 | 5  | 10   |
| Werder Bremen    | 2 | 2 | 2 | 7  | 9  | 6    |
| Kastrup          | 2 | 1 | 3 | 6  | 9  | 5    |
| Lillestrøm       | 1 | 1 | 4 | 5  | 9  | 3    |

|     | BOH | WER | KAS | LIL |
| --- | --- | --- | --- | --- |
| BOH |     | 5-1 | 2-0 | 2-0 |
| WER | 1-1 |     | 1-2 | 2-0 |
| KAS | 2-2 | 0-1 |     | 2-0 |
| LIL | 1-2 | 1-1 | 3-0 |     |

### Grupo 3
| Club             | G | E | P | GF | GC | Pts. |
| ---------------- | - | - | - | -- | -- | ---- |
| Maccabi Netanya  | 3 | 2 | 1 | 11 | 6  | 8    |
| KB               | 3 | 2 | 1 | 11 | 10 | 8    |
| Royal Antwerp    | 1 | 3 | 2 | 10 | 10 | 5    |
| Maccabi Tel Aviv | 1 | 1 | 4 | 8  | 14 | 3    |

|     | NET | KBK | ANT | MTA |
| --- | --- | --- | --- | --- |
| NET |     | 3-0 | 1-1 | 1-0 |
| KBK | 3-2 |     | 3-1 | 3-2 |
| ANT | 1-1 | 1-1 |     | 5-1 |
| MTA | 1-3 | 1-1 | 3-1 |     |

### Grupo 4
| Club         | G | E | P | GF | GC | Pts. |
| ------------ | - | - | - | -- | -- | ---- |
| Sparta Praga | 5 | 0 | 1 | 8  | 3  | 10   |
| Den Haag     | 3 | 0 | 3 | 7  | 10 | 6    |
| St. Gallen   | 2 | 0 | 4 | 10 | 9  | 4    |
| Rapid Vienna | 2 | 0 | 4 | 5  | 8  | 4    |

|     | SPA | ADO | STG | RAP |
| --- | --- | --- | --- | --- |
| SPA |     | 2-1 | 1-0 | 1-0 |
| ADO | 2-1 |     | 1-4 | 1-0 |
| STG | 0-2 | 3-0 |     | 1-2 |
| RAP | 0-1 | 0-2 | 3-2 |     |

### Grupo 5
| Club          | G | E | P | GF | GC | Pts. |
| ------------- | - | - | - | -- | -- | ---- |
| Nitra         | 4 | 0 | 2 | 9  | 3  | 8    |
| LASK Linz     | 2 | 2 | 2 | 7  | 9  | 6    |
| Esbjerg       | 2 | 1 | 3 | 8  | 7  | 5    |
| Polonia Bytom | 2 | 1 | 3 | 4  | 9  | 5    |

|     | NIT | LIN | ESB | POL |
| --- | --- | --- | --- | --- |
| NIT |     | 0-1 | 2-0 | 4-0 |
| LIN | 1-2 |     | 2-2 | 2-0 |
| ESB | 0-1 | 4-0 |     | 1-2 |
| POL | 1-0 | 1-1 | 0-1 |     |

### Grupo 6
| Club             | G | E | P | GF | GC | Pts. |
| ---------------- | - | - | - | -- | -- | ---- |
| Halmstad         | 3 | 3 | 0 | 12 | 6  | 9    |
| Inter Bratislava | 2 | 3 | 1 | 11 | 8  | 7    |
| VÖEST Linz       | 2 | 3 | 1 | 9  | 7  | 6    |
| Young Boys       | 0 | 1 | 5 | 3  | 14 | 1    |

|     | HAL | INT | LIN | YOU |
| --- | --- | --- | --- | --- |
| HAL |     | 1-1 | 0-0 | 4-2 |
| INT | 0-3 |     | 2-2 | 3-0 |
| LIN | 2-3 | 2-2 |     | 2-0 |
| YOU | 1-1 | 0-3 | 0-1 |     |

### Grupo 7
| Club      | G | E | P | GF | GC | Pts. |
| --------- | - | - | - | -- | -- | ---- |
| Malmö FF  | 5 | 0 | 1 | 15 | 8  | 10   |
| Duisburg  | 4 | 0 | 2 | 15 | 11 | 8    |
| Willem II | 2 | 1 | 3 | 8  | 9  | 5    |
| Sion      | 0 | 1 | 5 | 7  | 17 | 1    |

|     | MAL | DUI | WII | SIO |
| --- | --- | --- | --- | --- |
| MAL |     | 4-1 | 1-0 | 2-0 |
| DUI | 4-2 |     | 1-3 | 6-2 |
| WII | 1-2 | 0-2 |     | 4-3 |
| SIO | 2-4 | 0-1 | 0-0 |     |

### Grupo 8
| Club             | G | E | P | GF | GC | Pts. |
| ---------------- | - | - | - | -- | -- | ---- |
| IFK Göteborg     | 5 | 1 | 0 | 22 | 5  | 11   |
| Marek Dupnitsa   | 2 | 1 | 3 | 13 | 14 | 5    |
| B 1903           | 2 | 1 | 3 | 8  | 13 | 5    |
| Austria Salzburg | 0 | 3 | 3 | 6  | 17 | 3    |

|      | GOT | MAR | 1903 | AUS |
| ---- | --- | --- | ---- | --- |
| GOT  |     | 4-1 | 5-1  | 6-0 |
| MAR  | 2-3 |     | 2-0  | 4-2 |
| 1903 | 0-3 | 3-2 |      | 3-0 |
| AUS  | 1-1 | 2-2 | 1-1  |     |

### Grupo 9
| Club              | G | E | P | GF | GC | Pts. |
| ----------------- | - | - | - | -- | -- | ---- |
| Elfsborg          | 3 | 1 | 2 | 8  | 6  | 7    |
| Slavia Sofia      | 3 | 1 | 2 | 8  | 8  | 7    |
| Bochum            | 3 | 0 | 3 | 8  | 8  | 6    |
| Napredak Kruševac | 1 | 2 | 3 | 7  | 9  | 4    |

|     | ELF | SLA | BOC | NAP |
| --- | --- | --- | --- | --- |
| ELF |     | 1-0 | 1-0 | 2-0 |
| SLA | 2-1 |     | 2-0 | 3-2 |
| BOC | 2-1 | 4-1 |     | 2-1 |
| NAP | 2-2 | 0-0 | 2-0 |     |